# اسدالله محمد خانلو عشایری
اسدالله محمد خانلو عشایری سیاست‌مدار ایرانی بود، که در دوره بیست و چهارم مجلس شورای ملی به عنوان نماینده کلیبر از استان آذربایجان شرقی در مجلس شورای ملی حضور داشت.